# Тав-Даїр (мечеть)
Тав-Даїр (крим. Tav Dayır) — мечеть у селі Мазанка Сімферопольського району Автономної Республіки Крим.
Названа на честь сусіднього села Тав-Даїр (Лісносілля).
Мечеть не вміщає всіх, хто молиться, адже в Тав-Даїр моляться мусульмани з прилеглих сіл.
Завершена в 2009 році.